# سورمق
سورمَق یکی از شهرهای استان فارس ایران است. این شهر، در دهستان سورمق در بخش مرکزی شهرستان آباده قرار دارد و از اماکن دیدنی سورمق می‌توان به عمارت کلاه فرنگی که محلی‌ها به آن کُل فرنگی می‌گویند، اوجاق سید و قصر بهرام گور اشاره کرد.

## جمعیت
جمعیت آن طبق سرشماری سال ۱۳۹۵، برابر با ۳٬۰۵۰ تن است.

## موقعیت جغرافیایی
سورمق در یکی از چهار راه‌های مرکزی ایران قرار دارد بطوریکه این چهار راه، چهار استان یزد، فارس، کهگیلویه و بویر احمد و اصفهان را به هم متصل می‌نماید. سورمق در ۱۸ کیلومتری اقلید، ۲۲ کیلومتری آباده، ۶۵ کیلومتری صفاشهر و ۲۴۵ کیلومتری شیراز قرار دارد.
روستاهای پیرامون آن عبارت‌اند از:
تحت رود، دشت بیضا، باقرآباد، جوشقان سورمق، ده بالا، فیض‌آباد، امیرآباد، چنار، یعقوب آباد و بیدک. البته در سال‌های گذشته فیض آباد به عنوان یک محله به سورمق الحاق شده و هم‌اکنون تحت عنوان خیابان امام حسین این شهر می‌باشد.
محلی‌ها این شهر را سورمه می‌نامند.
خانه‌های روستایی با بافت و ساختار بسیار زیبا در این روستا وجود دارد از جمله خانه محمد خان
این شهر یعنی سورمق بخاطر این که مردم ان در کنار آتش جشن می‌گیرند به سورمق معروف است. سور (مهمانی) مق (کنار آتش).
پیشه مردم این شهر غالباً کشاورزی و دامداری و صنایع وابسته به آن است هم چنین در شهر سورمق به دلیل عبور جاده اصفهان شیراز کسب و مغازه داری رونق فراوان دارد.

## اطلاعات قدیمی
در جلد هفتم فرهنگ جغرافیائی ایران آمده:
قصبه سورمق مرکز دهستان سورمق بخش مرکزی شهرستان آباده است. دارای ۴۳۶۰ تن سکنه. آب آن از قنات. محصول آنجا غلات، پنبه، انگور، بادام است.
قصر بهرام در این دهستان قرار دارد که امروزه به دلیل شرایط جوی اب و هوایی نظیر سیل و باران و غیره چیز زیادی از این قصر باقی نمانده‌است. از دیگر بناهای تاریخی آن عمارت کلاه فرنگی مربوط به دوران قاجاریه است همچنین وجود خانه‌های قدیمی حداقل با قدمت ۲۰۰ ساله نیز از دیگر ابنیه تاریخی این روستا می‌باشد. علی ابن موسی الرضا در هجرت از مدینه به خراسان از این دهستان عبور کرده‌اند. بنای قدمگاه ایشان در کوهپایه‌های سورمق معروف به قدمگاه علی قرار دارد. از دیگر بناهای مذهبی این روستا به اجاق حمزه نیز می‌توان اشاره کرد.